# شهریارک چانه‌سیاه
شهریارک چانه‌سیاه (نام علمی: Symposiachrus boanensis) نام یک گونه از سرده شهریارک‌های رنگ‌پریده است.